# Gibraltar op de Gemenebestspelen

Vlag van Gibraltar

Gibraltar is een Brits overzees gebied dat deelneemt aan de Gemenebestspelen (of Commonwealth Games). Sinds 1958 heeft Gibraltar zeventienmaal deelgenomen. Tot nog toe won Gibraltar nog geen enkele medaille.

## Medailles
| Gibraltar op de Gemenebestspelen | Gibraltar op de Gemenebestspelen | Gibraltar op de Gemenebestspelen | Gibraltar op de Gemenebestspelen | Gibraltar op de Gemenebestspelen | Gibraltar op de Gemenebestspelen |
| -------------------------------- | -------------------------------- | -------------------------------- | -------------------------------- | -------------------------------- | -------------------------------- |
| Jaar                             | Goud                             | Zilver                           | Brons                            | Totaal                           | Rang                             |
| 1958                             | -                                | -                                | -                                | -                                | /                                |
| 1962                             | -                                | -                                | -                                | -                                | /                                |
| 1966                             | -                                | -                                | -                                | -                                | /                                |
| 1970                             | -                                | -                                | -                                | -                                | /                                |
| 1974                             | -                                | -                                | -                                | -                                | /                                |
| 1978                             | -                                | -                                | -                                | -                                | /                                |
| 1982                             | -                                | -                                | -                                | -                                | /                                |
| 1986                             | -                                | -                                | -                                | -                                | /                                |
| 1990                             | -                                | -                                | -                                | -                                | /                                |
| 1994                             | -                                | -                                | -                                | -                                | /                                |
| 1998                             | -                                | -                                | -                                | -                                | /                                |
| 2002                             | -                                | -                                | -                                | -                                | /                                |
| 2006                             | -                                | -                                | -                                | -                                | /                                |
| 2010                             | -                                | -                                | -                                | -                                | /                                |
| 2014                             | -                                | -                                | -                                | -                                | /                                |
| 2018                             | -                                | -                                | -                                | -                                | /                                |
| 2022                             | -                                | -                                | -                                | -                                | /                                |